# 聖保羅砲艇
《聖保羅砲艇》（英語：The Sand Pebbles）是1966年美國電影，描述1920年代美國海軍砲艇聖保羅（USS San Pablo）在中華民國大陸時期長江的故事，改編自李察·麥金納的同名小說。

## 製作
由於當時東西方正處於冷戰時期，美國政府與中華人民共和國政府關係緊張，西方人無法進入中國大陸，因此片商尋求中華民國政府協助。本片大部分在台灣北部拍攝，長江沿岸場景分別在基隆港、淡水河、艋舺龍山寺等地取景，動用許多第一代台灣影視專業人才與演員，為早期台北留下了彌足珍貴的影像。
有一次，一艘15英尺長的攝影船在基隆河上傾覆，由於沉沒時音板被摧毀，原計劃被推遲。當影片最終在台灣完成拍攝時，有傳言稱中華民國政府以未繳納額外稅款為由而扣押了幾名演員的護照。後來在英屬香港的西貢區和東涌取景。

## 獎項
本片在第39屆奧斯卡金像獎提名8個獎項，皆未得獎。在第24屆金球獎提名8個獎項，李察·艾登堡祿獲得最佳男配角獎。

## 登場人物
- 史提夫·麥昆：Jake Holman
- 甘蒂絲·柏根：Shirley Eckert
- 李察·艾登堡祿：Frenchy Burgoyne
- 理查德·克里納：Lieutenant Collins
- 岩松信：Po-han
- 巴戈：賣鳥的小男孩
- 秦沛：Cho-jen，學生軍首領，艇上的水手(此片是年輕時代的秦沛首部好萊塢電影)

## 外部連結
- 開眼電影網上《聖保羅砲艇》的資料（繁體中文）
- 豆瓣电影上《聖保羅砲艇》的資料 （简体中文）
- 时光网上《圣保罗号炮艇》的資料（简体中文）
- AllMovie上《聖保羅砲艇》的资料（英文）
- 爛番茄上《聖保羅砲艇》的資料（英文）
- Box Office Mojo上《聖保羅砲艇》的資料（英文）
- TCM电影资料库上《聖保羅砲艇》的资料（英文）
- 互联网电影数据库（IMDb）上《聖保羅砲艇》的资料（英文）